# Mikael Johansson (klassisk filolog)
Mikael Johansson, född 1972, är en svensk klassisk filolog.
Mikael Johansson är lektor i grekiska vid Göteborgs universitet. Johansson disputerade år 2005 på avhandlingen Libanius' Declamations 9 and 10. Han har översatt Marcus Aurelius Självbetraktelser till svenska. Boken gavs ut på Bokförlaget Daidalos år 2021. Översättningen lovordades av recensenter och kallades ”exemplarisk” för att den på grundval av modern forskning presenterar en mängd filologiska och textkritiska uppgifter, och återgivit originalets mening bättre än tidigare översättningar.